# Sètabis
Sètabis (llatí: Sætăbis, grec antic: Σαιταβίς, en ibèric . Nom complet: Saetabi Augustanorum) fou el nom que rebé la ciutat de Xàtiva durant la seva etapa romana, en la qual pertangué a la província de la Tarraconense. Va ser coneguda per la seva producció de lli i la fabricació de teles d'aquest teixit, així com per ser seu de l'antiga diòcesi de Saetabis.

### Epigrafia
Diu Enrique Flórez sobre el nom de la ciutat que fou Saetabi, i no un altre; si bé no hi ha un consens i els textos oscil·len entre Saetabis i Saetabi, en una inscripció (CIL II 3625) trobada a Xàtiva per Diago es llegeix SAETABI AVGVSTANORVM, cosa que fa decantar-se per la versió sense -s. La ciutat apareix documentada encara en altres inscripcions que en confirmen el nom.
Sètabis també fou una seca ibèrica, que emeté moneda en diverses ocasions entre el segle iii aC i el segle i aC, primer en ibèric i més tard en bilingüe ibèric i llatí. En ibèric, el nom fou Saitabi (abreujat Saiti), mentre que en llatí ja apareix com a Saetabi.

### Autors clàssics
La ciutat de Sètabis apareix esmentada en diversos geògrafs de l'alt Imperi. Estrabó (segle i aC) l'anomena Σαιτάβιος («Saitábios», en genitiu) i la situa en la via que anava d'Itàlia a la Bètica, entre Sagunt i Cartago Nova; Claudi Ptolemeu (segle ii dC) l'anomena Σαιταβίς, i Plini el Vell (segle i dC) informa que els seus habitants (Saetabini) són Augustani, segurament en referència al fet que fou August qui els concedí l'estatus municipal. També l'esmenten diversos itineraris més tardans, com ara els Vasos de Vicarello o la Cosmografia de Ravenna.
També l'esmenten sovint els poetes pel fet que la qualitat de les seves teles era proverbial, tal com ja ens explica Plini. El poeta Catul esmenta els sudaria Saetaba ('mocadors de Sètabis') en dos dels seus poemes, i també Sili Itàlic en el seu poema sobre la segona Guerra Púnica. Diu Sili Itàlic:
| «                                   | hos inter clara thoracis luce nitebat Sedetana cohors, quam Sucro rigentibus undis atque altrix celsa mittebat Saetabis arce, Saetabis et telas Arabum spreuisse superba et Pelusiaco filum componere lino. | Entre aquests resplendia per la llum encegadora de les cuirasses la cohort sedetana, enviada pel Xúquer, de gèlida maror, i la nodridora Sètabis, de ciutadella elevada; la Sètabis superba, que rebutja les teles dels àrabs i compara el seu fil amb el li del Pelusi. | » |
| — Sili Itàlic, Punica, III 371-375. | | |   |

## Història

### La ciutat ibèrica

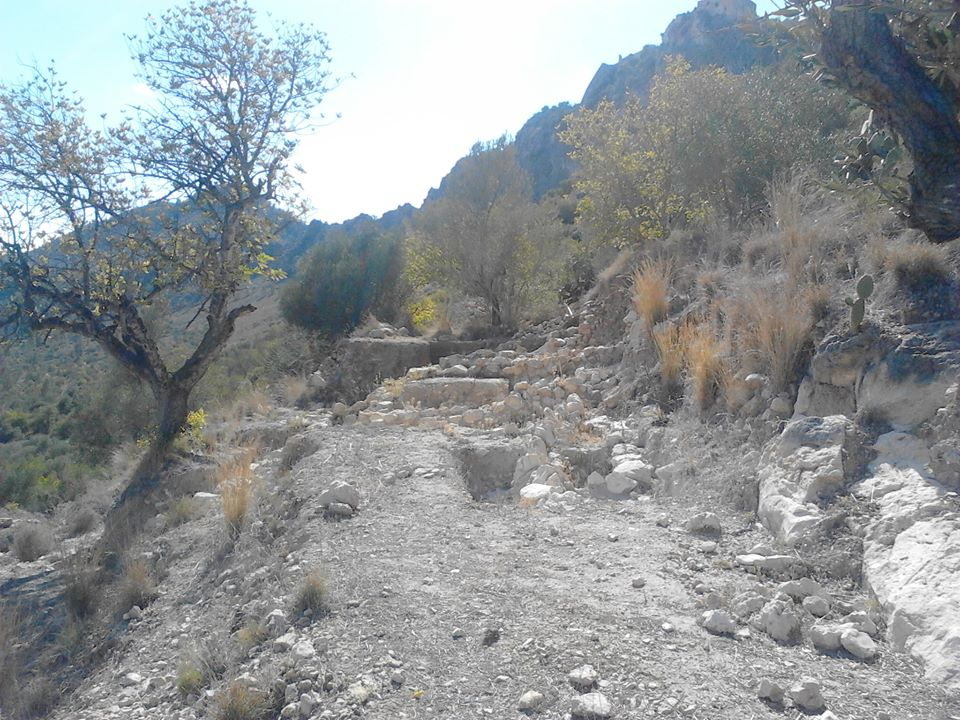
Restes de la Saitabi ibèrica

A la muntanya de Xàtiva s'hi establí un oppidum ibèric, de nom Saitabi, situat no pas a la cara nord sinó a la cara sud. D'aquesta població sabem que va emetre moneda a partir del segle iii aC, fet que situa un terminus post quem per la seva fundació. Tot i l'escassetat de dades, sembla que Saitabi degué tenir una certa importància, atesa la presència significativa de ceràmica fenícia, que indica relacions comercials amb les potències comercials. Després de la conquesta romana, el poblat es degué abandonar i traslladar a l'altra cara de la muntanya, de la qual es domina tota la plana.

### La ciutat romana

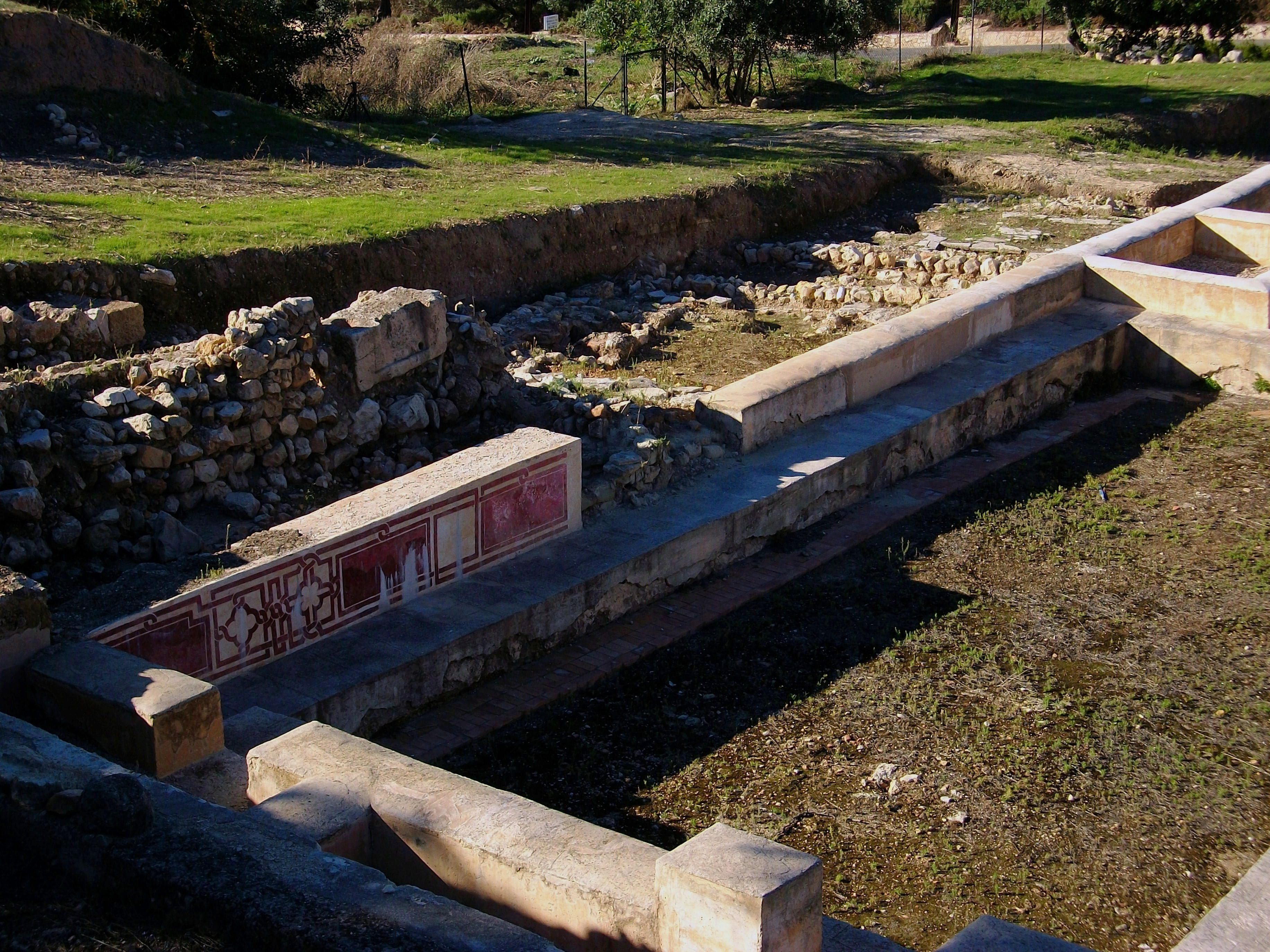
Restes amb pintures murals a la Costa del Castell

Malgrat la relativa abundància de fonts escrites i epigràfiques, les troballes a la ciutat de Xàtiva que fornesquen informació sobre la ciutat romana han estat notablement baixes. Aquesta circumstància, però, no indica que la ciutat romana tengués menys importància de la que hom pensava, ans és normal en una població amb tants de segles de poblament seguits. Així doncs, no existeix informació sobre l'extensió de la ciutat o el seu urbanisme; ni tan sols sembla clar el perímetre de les murades o la localització del fòrum. Un altre interrogant és el motiu per què la ciutat romana es desplaçà a l'altra banda de la muntanya, i les circumstàncies i el moment del desplaçament.
Sembla que la ciutat romana s'establí en qualque moment del segle ii aC, previ abandonament del poblat ibèric de Saitabi, del qual prengué el nom. En època d'August esdevengué municipium de dret llatí, motiu pel qual a les inscripcions apareix com a Saetabi Augustanorum, és a dir, 'Sètabis dels augustans' (referit als setabins), un detall que també ofereix Plini el Vell. Llavors és quan fou assignada a la tribu Galèria. Administrativament formà part primer de la Hispània Citerior, i amb la reforma d'August passà a la Tarraconense, al convent de Cartago. Més tard va passar a integrar la nova província Cartaginesa.
Pel que fa a les activitats econòmiques, s'han trobat restes arqueològiques que confirmen l'activitat tèxtil de la ciutat que esmenten les fonts: en concret, al carrer dels Vivers, un conjunt de basses per la separació de les fibres del lli, i també una piscina al camí de la Bola revestit en opus signinum. Una altra exportació setabina, aquesta absent de les fonts clàssiques, fou el marbre, embarcat segurament al Portus Sucronis i trobat en inscripcions de tota la zona. Bona part de les troballes de més interés museístic i turístic es troben al museu de l'Almodí.
Gràcies a la seva importància econòmica i a la seva localització a la via Augusta entre Tarraco i la Bètica, probablement va ser una de les primeres d'obrir-se a la religió cristiana, segons apunta Flórez, i es va convertir en seu diocesana. Si bé no es tenen notícies del seu primer bisbe, la seva antiguitat data almenys del III Concili de Toledo (589). La ciutat va resistir la crisi de l'antiguitat tardana i, després de la conquesta, s'incorporà al món islàmic.